# Carmen Sevilla
Carmen Sevilla (Maria del Carmen Garcia Galisteo; n. 16 octombrie 1931, Heliópolis⁠(d), Andaluzia, Spania – d. 27 iunie 2023, Madrid, Spania)  a fost o actriță și cântăreață spaniolă.

## Biografie
Populara animatoare spaniolă Carmen Sevilla este mai bine cunoscută ca dansatoare și cântăreață decât pentru producția sa de filme. Începând cariera de artistă foarte tânără, a debutat în film în stil grandios cu muzicalul Jalisco canta en Sevilla (1948) și a participat la alte filme populare din anii 1950, inclusiv El sueño de Andalucía (1951), Le désir et l'amour (1952), Violetas imperiales (1952), Frumoasa din Cadiz (1953), Don Juan (1956). Activitatea ei sumară la Hollywood a inclus rolul Mariei Magdalena în filmul epic Regele regilor (1961). De asemenea, a jucat rolul Octaviei în versiunea lui Charlton Heston despre Antoniu și Cleopatra (1972).
După divorțul din 1968 de compozitorul și dirijorul de orchestră Augusto Algueró, s-a căsătorit cu Vicente Patuel în 1985.

## Filmografie selectivă
- 1947 Serenata española, regia Juan de Orduña
- 1948 Jalisco canta en Sevilla, regia Fernando de Fuentes din Epoca de Aur al cinematografiei mexicane
- 1949 Filigrana, regia Luis Marquina
- 1949 La guitarra de Gardel, regia León Klimovsky
- 1949 La revoltosa, regia José Díaz Morales
- 1950 Cuentos de la Alhambra, regia Florián Rey
- 1951 Le désir et l'amour, regia Henri Decoin și Luis María Delgado
- 1951 El sueño de Andalucía, regia Luis Lucia
- 1952 Cita en Granada, regia Richard Pottier
- 1952 Violetas imperiales, regia Richard Pottier
- 1952 La hermana San Sulpicio, regia Luis Lucia
- 1952 Muchachas de Bagdad, regia Edgar G. Ulmer
- 1953 Frumoasa din Cádiz (La bella de Cádiz), regia Raymond Bernard și Eusebio F. Ardavín
- 1953 Gitana tenías que ser, regia Rafael Baledón din Epoca de Aur al cinematografiei mexicane
- 1953 Pluma al viento, regia Louis Cuny și Ramón Torrado
- 1953 Reportaje, regia Emilio Fernández
- 1954 Amor sobre ruedas, regia Ramón Torrado
- 1954 Un caballero andaluz, regia Luis Lucia
- 1955 La pícara molinera, regia León Klimovsky
- 1955 Requiebro, regia Carlos Schlieper
- 1955 Congreso en Sevilla, regia Antonio Román
- 1955 La fierecilla domada, regia Antonio Román
- 1956 Don Juan (El amor de Don Juan), regia John Berry
- 1956 Los amantes del desierto, regia Goffredo Alessandrini și Fernando Cerchio
- 1957 Răzbunarea (La venganza), regia Juan Antonio Bardem
- 1958 Aventura para dos / Spanish affair, regia Luis Marquina și Don Siegel
- 1958 Pâine, dragoste și Andaluzia (Pan, amor y Andalucia), regia Javier Setó
- 1958 Secretaria para todo, regia Ignacio F. Iquino
- 1959 Europa di notte, regia Alessandro Blasetti

- 1961 Regele regilor (King of Kings), regia Nicholas Ray
- 1961 El secreto de Mónica, regia José María Forqué
- 1962 El balcón de la luna, regia Luis Saslavsky
- 1964 Crucero de verano, regia Luis Lucía
- 1966 Camino del Rocío, regia Rafael Gil
- 1966 Operación Plus Ultra, regia Pedro Lazaga
- 1966 La vida de Pedro Infante, regia Miguel Zacarías
- 1967 La guerrillera de Villa, regia Miguel Morayta
- 1969 Un adulterio decente, regia Rafael Gil
- 1969 El taxi de los conflictos, regia Mariano Ozores și José Luis Sáenz de Heredia

- 1970 Enseñar a un sinvergüenza, regia Agustín Navarro
- 1970 Una señora llamada Andrés, regia Julio Buchs
- 1970 Talismanul toreadorului (El Relicario), regia Rafael Gil
- 1971 El más fabuloso golpe del Far-West, regia José Antonio de la Loma
- 1971 Embrujo de amor, regia Leo Fleider
- 1971 El techo de cristal / The glass ceiling, regia Eloy de la Iglesia
- 1971 El apartamento de la tentación, regia Julio Buchs
- 1972 La cera virgen, regia José María Forqué
- 1973 No es bueno que el hombre esté solo, regia Pedro Olea
- 1972 Marco Antonio y Cleopatra, regia de Charlton Heston
- 1973 Nadie oyó gritar, regia Eloy de la Iglesia
- 1974 La loba y la paloma, regia Gonzalo Suárez
- 1974 Sex o no sex, regia Julio Diamante
- 1974 Dormir y ligar, todo es empezar, regia Mariano Ozores
- 1974 Una mujer de cabaret, regia Pedro Lazaga
- 1975 Muerte de un quinqui, regia León Klimovsky
- 1975 Canciones de nuestra vida, regia Eduardo Manzanos Brochero
- 1975 La cruz del diablo, regia John Gilling
- 1975 Terapia al desnudo, regia Pedro Lazaga
- 1975 Strip-tease a la inglesa, regia José Luis Madrid
- 1976 Guerreras verdes, regia Ramón Torrado
- 1976 Beatriz, regia Gonzalo Suárez
- 1976 La noche de los cien pájaros, regia Rafael Moreno Alba și Rafael Romero Marchent
- 1976 Nosotros los decentes, regia Mariano Ozores
- 1976 La promesa, regia Ángel del Pozo
- 1977 El apolítico, regia Mariano Ozores
- 1978 El asalto al Castillo de la Moncloa, regia Francisco Lara
- 1978 Rostros, regia Juan Ignacio Galván

- 1984 La viuda blanca, (serie TV)
- 1999 Ada Madrina, (serie TV)